# Francesco Mancini
Francesco Mancini (Matera, 10 de outubro de 1968 – Pescara, 30 de março de 2012) foi um futebolista italiano que atuava como goleiro.
Era considerado baixo para um goleiro (media 1,78 de altura) e teve destaque atuando no Foggia durante uma década.

## Carreira
Revelado nas categorias de base do Matera, equipe de sua cidade natal, Mancini estreou profissionalmente em 1985 e disputou 57 jogos pela antiga Série C2 italiana. Teve ainda uma curta passagem pelo Bisceglie em 1987, mas não entrou em campo antes de assinar com o Foggia, até então na Série C1. Pelos Satanelli, o goleiro foi campeão da Série B em 1990–91, uma temporada após conquistar o acesso pela terceira divisão nacional. Em novembro de 1995, assinou por empréstimo com a Lazio para suprir as ausências de Luca Marchegiani e Fernando Orsi, disputando 6 partidas antes de voltar ao Foggia em 1996. O goleiro deixaria os Satanelli em 1997, após 235 jogos, chegando inclusive a se arriscar como goleiro-líbero devido a sua habilidade com a bola nos pés. Um caso célebre foi na goleada de 8 a 2 sofrida para o Milan, na temporada 1991–92, quando Mancini tentou cortar uma bola com a cabeça na altura da meia-lua, mas não esperava a interceptação de Marco van Basten, que passou para Marco Simone completar, sem goleiro. O incidente fez com que ele fosse apelidado de "Higuita de Matera", em referência ao colombiano René Higuita e à cidade natal de Mancini.
Passou também por Bari, Napoli, Pisa, Sambenedettese, Teramo, Salernitana, Martina Franca e Fortis Trani, onde encerrou sua carreira em 2008, aos 39 anos.

## Pós-aposentadoria
Após deixar os gramados, Mancini trabalhou como treinador de goleiros e auxiliar-técnico do Manfredonia por uma temporada antes de voltar ao Foggia em 2010, onde também permaneceria durante um ano na comissão técnica de Zdeněk Zeman, que considerava o ex-atleta como "um filho".
Em 2011, seguiu ao lado do treinador tcheco no Pescara, também como treinador de goleiros.

## Vida pessoal e morte
Fora do futebol, Mancini tinha a música como outro hobby, principalmente o reggae, além de ter Bob Marley como seu grande ídolo musical.
Em 30 de março de 2012, após se despedir de sua esposa Chiara e dos 2 filhos para mais um treino do Pescara, sofreu um ataque cardíaco. Duas ambulâncias chegaram e o médico dos Delfini, Ernesto Sabatini, chegaram para o resgate, mas a equipe médica descobriu que o ex-goleiro havia morrido horas antes.
Pescara e Bari, equipes que se enfrentariam na rodada e onde Mancini havia jogado, pediram o adiamento da partida, mas a Federação Italiana de Futebol negou o pedido por não haver tempo suficiente. Os Galletti venceu o jogo por 2 a 1 e Zeman chorou ao saber da morte de seu ex-comandado. Cerca de 5 mil pessoas (entre populares, treinadores e ex-jogadores) acompanharam a cerimônia fúnebre, e o caixão de Mancini estava com as cores do Foggia. Como forma de homenageá-lo, a Curva Norte do estádio Pino Zaccheria recebeu seu nome.

## Títulos
Foggia
- Série B: 1990–91